# Crêpe (tessuto)
Crêpe è il nome generico di tessuti, diversi nei materiali e nel peso, caratterizzati dall'aspetto increspato, granuloso e mosso. L'armatura è solitamente tela, raso nel caso del crêpe satin.
Il nome viene dal francese crêpe (crespo).
L'ondulazione della superficie viene ottenuta utilizzando i filati omonimi, che la movimentano grazie alla elevata ed opposta torsione dei trefoli che li compongono o alternando trame e orditi con filati a tensione opposta; l'effetto si manifesta in fase di finissaggio. Solitamente sono tinti in pezza.
Il materiale di elezione è la seta ma ne esistono in lana e fibre sintetiche, spesso miste alla seta.

## Tipi di crêpe
- chiffon: estremamente leggero, trasparente e sottile, usa filati in torsione crêpe sia in ordito che trama.
- crêpe Georgette: leggero, trasparente e sottile, usa filati in torsione crêpe sia in ordito che trama[1].
- crêpe de chine: ottenuto con l'impiego di trame a torsione alternata, compatto, si drappeggia bene. Usa filati in torsione crêpe solo in trama.
- crêpe marocain: tessuto pesante, per effetto del filo di trama più grosso di quello di ordito si creano delle costine ondulate orizzontali. Usa filati in torsione crêpe solo in trama.
- crêpe satin: morbido, rasato, lucido sul diritto e opaco sul rovescio. Usa filati in torsione crêpe solo in trama. A differenza dei tessuti precedenti, intrecciati in tela, è intrecciato in raso.
- crêpe di lana (crepella): tessuto in lana di vario peso comunque leggero, come per la seta è la forte torsione del filato che gli dà la superficie granulosa.

Utilizzati particolarmente per l'abbigliamento, gli accessori moda e la biancheria femminile.

## Citazioni letterarie
Questo tessuto, in particolare la crêpe de chine, viene citato alcune volte dallo scrittore americano Francis Scott Fitzgerald, in particolare nel suo romanzo di maggior successo Il grande Gatsby, durante la descrizione di uno dei personaggi femminili principali, la signora Wilson, elegantemente "vestita di un abito crêpe de chine, blu scuro a chazze" (Roma, Edizioni Newton, 1989, pag.43).